# 狭叶润楠
狭叶润楠（学名：Machilus rehderi）为樟科润楠属下的一个种。

## 扩展阅读
- 維基物種上的相關：狭叶润楠